# Piekło niebo
Piekło niebo – polski film z cyklu Święta polskie dotyczący pierwszej komunii.

## Obsada
- Jan Frycz jako Ryszard Marchwiński, ojciec Marty
- Bartosz Głogowski jako wikary Piotr Kamiński
- Anna Radwan-Gancarczyk jako Marchwińska, matka Marty
- Justyna Lorenc jako Marta Marchwińska
- Lech Gwit jako proboszcz Wojtas
- Krzysztof Kiersznowski jako Kulawik, szwagier Marchwińskiego
- Maria Maj jako Zosia, gospodyni księdza
- Maria Klejdysz jako babcia Marty
- Waldemar Obłoza jako policjant
- Wiesława Niemaszek jako wychowawczyni
- Marian Czarkowski
- Joanna Fertacz
- Cezary Ilczyna
- Maciej Mydlak